# Benassi (calciatore)
 Benassi (fl. XX secolo) è stato un calciatore italiano, di ruolo difensore.

## Carriera
Con l'Udinese disputa 33 gare nel campionato di Prima Divisione 1922-1923.